# Juan Pérez Creus
Juan Pérez Creus (La Carolina, Jaén, 28 de abril de 1909-Madrid, 13 de abril de 1999) fue un escritor español que alcanzó popularidad con sus versos satíricos publicados en la prensa nacional con los seudónimos «Satiricón», «Maese Pérez», «Pájaro Pinto» y «El Diablo Cojuelo».

## Vida
Nació el 28 de abril de 1909 en número 2 de la calle de Santa Teresa de La Carolina. Estudió en el colegio de San Miguel de su ciudad natal, donde su incipiente vocación literaria fue encauzada por el sacerdote Julián Ruiz Guzmán. Estudió Magisterio y sacó mediante oposición, con el número uno, la plaza de maestro nacional, y fue destinado a la Línea de la Concepción. Posteriormente obtuvo la licenciatura en Filosofía y Letras y en torno a 1932 disfrutó de una beca en la Universidad de Ginebra.
En la guerra civil española luchó en el bando republicano con el cargo de comisario político, fue herido dos veces y participó en los combates de Pozoblanco y Teruel.
Se ignora si al final de la Guerra Civil se exilió o pudo permanecer en España; el caso es que en la posguerra aparece residiendo en Madrid y participando en las tertulias literarias más relevantes. Por este tiempo ingresó en el Cuerpo Técnico de Publicaciones del Ministerio de Trabajo, aunque parece que su permanencia en el puesto fue corta.
Vivió un tiempo en París, donde colaboró con agencias internacionales, lo que le permitió viajar por Asia, en especial a la India, por la que se sintió atraído; además, se tiene noticia de que conoció Tailandia y que efectuó una prolongada estancia en la antigua Birmania.
De sus viajes por África dio testimonio en un libro publicado en 1960. En Europa se sintió particularmente atraído por la antigua Yugoslavia, que conoció en profundidad, hasta el punto de aprender el serbio, lo cual le permitió en 1987 traducir al castellano un libro de poemas.
Llevó una vida bohemia. Asistió a tertulias, tuvo con un amplio abanico de amistades que aplaudían sus versos satíricos, con los que fustigaba a tirios y troyanos. Fumador empedernido de pipa —Umbral lo retrató como inolvidable y nicotinado—, lucía grandes gafas de pasta negra y bigote rectilíneo a la moda española de la época. Al final de sus días vivió desatendido, sin dinero y con los achaques propios de su avanzada edad; en estas circunstancias se suicidó cuando estaba a punto de cumplir noventa años.
Mariano Crespo Martínez, ahijado de Pérez Creus, describió su última mañana:

Él vivía en un bajo con ascensor. Una mañana, a temprana hora, se encontró con un vecino cuando iba a subir en él. El vecino, extrañado, le demandó:

— ¿Adónde va don Juan tan pronto?
— Dónde voy a ir, a suicidarme.

El vecino, conociendo su humor, se limitó a sonreír. Instantes más tarde el cuerpo de mi padrino caía como un ángel sin alas desde la azotea al poco piadoso suelo.

Camilo José Cela publicó su necrológica en el ABC del 18 de abril, el primer domingo tras a su muerte, en la que se lamentaba:

Ha ardido como una pavesa, quiere decirse que con muy violenta llama, la última pluma de la pechuga del fantasma de Quevedo, aquel gavilán altivo, y Juan Pérez Creus se ha borrado de la nómina de quienes le queríamos vivo e ingenioso, fabulador y mordaz.

## Escritor
En Madrid frecuentó las tertulias literarias del Café Gijón, intervino en las veladas literarias «Versos a media noche» del café Varela y en las funciones «Alforjas para la poesía», celebradas en las mañanas de los domingos en el Teatro Lara y que organizaba con éxito de público Conrado Blanco Plaza, empresario teatral, mecenas y poeta.

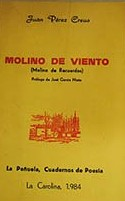
Portada de Molino de viento (Molino de recuerdos). 1988

Hombre afable e ingenioso, mantuvo amistad con Gerardo Diego, Camilo José Cela, Rafael Cansinos-Assens, Manuel Fernández Sanz, más conocido como “Manolito el Pollero”, y José García Nieto, quien en 1988 prologó el libro de poemas Molino de viento (Molino de recuerdos).
Colaboró en la revista Frente Literario, fundada en Madrid en 1934, en la que también publicaban Rafael Cansinos-Assens, Alejandro Casona, Ernesto Giménez Caballero y Jorge Guillén. Después de la Guerra Civil, en los años cuarenta escribió en la revista "Garcilaso. Juventud creadora" y posteriormente en la revista en gallego Grial (1983). 
Aficionado al fútbol, publicó crónicas sobre este deporte en el diario Informaciones, una recopilación de las cuales recogió en el volumen El poeta también va al fútbol.

## Obra literaria
Sus trabajos se centran principalmente en la poesía con dos vertientes, la satírica, en la que destacó por su ironía y agudeza, y la lírica, a la que corresponde su primer libro, que publicó a los 23 años.
Dámaso Chicharro define así al poeta al poeta lírico y al «burlesco»:

El poeta hondo, humano, transido, vario; y el poeta popular, burlesco, que se entretiene y goza con la burla de sí mismo o de los demás, según corra el aire, porque de todo hay que burlarse.

Sus libros de poemas son relativamente numerosos y de poca paginación, ya que por lo general no llegan al centenar de páginas. Se echa en falta una antología de sus versos.

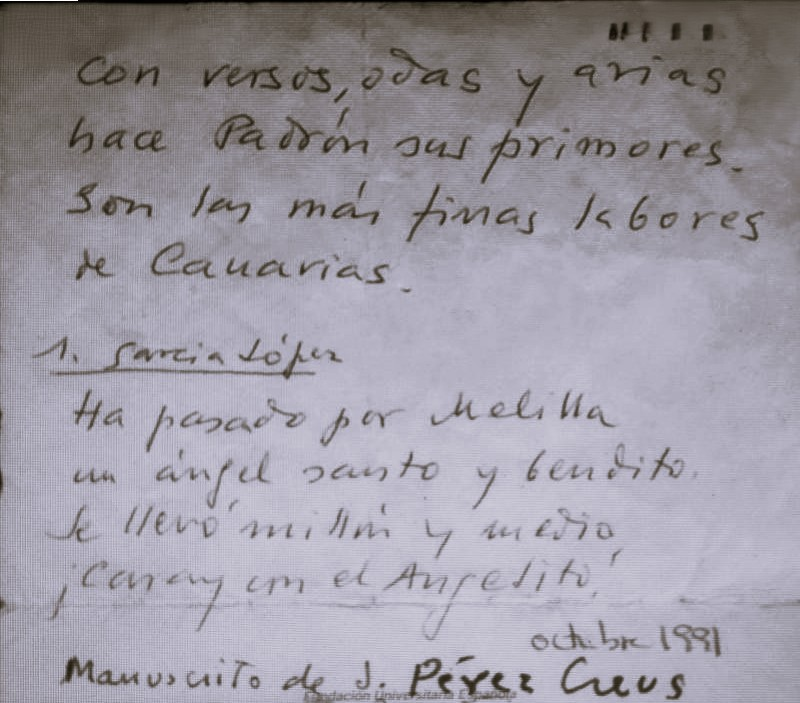
Cuartetas satíricas, la primera está dirigida a Justo Jorge Padrón y la segunda a Ángel García López

### Poeta satírico
En la posguerra tuvieron notoriedad unos versos satíricos sobre Franco que, por razones obvias, Pérez Creus esparció anónimamente, a pesar de lo cual hubo quien se los atribuyó para alcanzar notoriedad, Indignado por la usurpación, le respondió con unas coplas impublicables por su obscenidad.
La obra satírica de Pérez Creus nació, en buena parte, al hilo de tertulias, fiestas y sobremesas, por lo que resulta inabarcable, tal y como explica Fernández de Cano:

Esta constante y agitada presencia en las tertulias poéticas de los años cuarenta basta para explicar que el grueso de su obra satírico-burlesca haya quedado disperso en servilletas de bar, facturas de consumiciones y otros papeles volanderos de naturaleza similar; de ahí que lo más agudo y mordaz de su original obra poética jocosa sólo permanezca en el recuerdo de algunos viejos amigos, compañeros de viaje en sus antiguas correrías literarias. Por fortuna, varios de estos amigos se han empeñado en conservar y difundir esta poesía humorística de Juan Pérez Creus. Así, […] Camilo José Cela y los periodistas Jaime Campmany y Alfonso Ussía.

Comenzó a publicar sus «epigramas satíricos» en el diario Arriba, donde utilizó el seudónimo «Maese Pérez», y más adelante, con el restablecimiento de la democracia, en las revistas de ámbito nacional Interviú —firmó como «Satiricón»—, Sábado Gráfico —«Pájaro Pinto»— y Época —«El Diablo Cojuelo»—. Sus poemas satíricos, con referencia a temas y personajes literarios, sociales y políticos, tuvieron gran éxito y le otorgaron notable popularidad.
Camilo José Cela publicó una selección de sus versos erótico-burlescos en la revista, de la que era editor, Extramundi y los papeles de Iria Flavia.
Alfonso Ussía, en su artículo «Libertad satírica», publicado en El Debate, destaca a Pérez Creus, «andaluz y republicano», junto con Agustín de Foxá y Julián Pemartín como los poetas satíricos más relevantes durante el franquismo.

### Poeta lírico

Portada de Cantos de Montenegro y otros poemas (Madrid, 1981)

Su primer libro lleva el título Poemas del sur (Jaén, 1932) y lleva un prólogo del poeta vanguardista Pedro Garfias; al cabo de casi medio siglo, en 1981 publicó Los cantos de Montenegro y otros poemas (Madrid, 1981), traducido al serbocroata, en los que recogía sus impresiones amorosas, de la guerra y de sus estancias en la antigua Yugoslavia; tres años más tarde sacó Molino de viento (Molino de recuerdos) (Jaén, 1984) en el que evocaba su infancia y juventud en su Carolina natal; le siguió Los hilos del recuerdo (Sevilla, 1987), que fue accésit en el Premio Angaro de 1986, y en 1988 sacó "Romancerillo de la 92 Brigada" (Jaén, 1988) con vivencias de la Guerra Civil.
La hondura y perfección técnica que destilaban sus poemas, a juicio de Dámaso Chicharro, se hace patente en los que dedicó a san Juan de la Cruz con motivo de los actos conmemorativos celebrados en La Carolina en 1979.

### Poeta en gallego
Su interés por la poesía gallega parte de la infancia, cuando tuvo acceso a ella merced a un cancionero que pertenecía a la biblioteca de su padre. Posteriormente éste avivó su interés al proporcionarle obras de escritores como Eduardo Pondal, Manuel Curros Enríquez y Rosalía de Castro.
Más adelante mantuvo relación con escritores gallegos, algunos de ellos residentes en la capital de España, como Ramón Cabanillas, Vicente Risco, Álvaro Cunqueiro y Xosé Ramón Fernández-Oxea, quienes le familiarizaron con la poesía gallega, tanto medieval como contemporánea. 
Personalemnte le gustaba la amalgama de su cultura andaluza con la gallega, en especial su lengua, que llegó a conocer a fondo y que le permitió a partir de 1951 publicar poemas de contenido principalmente lírico; en esta empresa contó con la supervisión de Vicente Risco. Contribuyó a su dedicación a la poesía gallega la frustración que padeció al ser rechazado por Carme, una joven gallega de la que se había enamorado. Este fracaso impregnó de desamor buena parte de sus poemas en gallego escritos en 1951 y, al cabo de cuarenta años, en 1991:

A vida ten o teu nome
Soamente ti, sempre ti, hoxe lonxana,
que busco nas altas mañanciñas
sen xamais ¿atoparte?
E os meus brazos, amiga,
coas tristes mans dun cego,
alónxanse no aire, ás apalpadelas,
co frío de non atopar
a luz da túa cintura.
A vida, miña amiga,
chámase co teu nome.
La vida tiene tu nombre (Traducción)/ Solamente tú, siempre tú, hoy lejana,/ que busco en las altas mañanas/ sin jamás ¿encontrarte?/ Y mis brazos, amiga,/ con las tristes manos de un ciego,/ se alejan en el aire, a tientas,/ con el frío de no encontrar/ la luz de tu cintura./ La vida, amiga mía,/ se llama con tu nombre.

Sin embargo, como no podía ser de otra manera, Pérez Creus tambián relató su fracaso amoroso con sarcasmo : 

Una gallega ambiciosa

Me ha rechazado con saña
Porque no tengo dinero
Para invitarle a una caña.
Si lo ha decidido así…

¡Viva Franco, Arriba España!

Publicó dos poemarios en gallego: As canciós d'ise amor que se diz olvido (Pontevedra, 1951; 2ª ed. 1991) y As derradeiras pombas do verán (Santiago de Compostela, 1990), en el que se duele del amor no correspondido.  
Colaboró como letrista con el compositor Antonio Paz Valverde, director de la Coral Polifónica de Porriño. En 1969 se editó un disco con canciones que llevaban letras suyas, de las que tuvieron notable éxito Solo quedeime  y  Non cho direi : adeus. 
En 1993 participó en el I Congreso de Poetas Alófonos de Lingua Galega, celebrado en la Facultad de Filología de la Universidad de Santiago de Compostela, con la comunicación "Os meus achegamentos á lingua galega".

## Otras publicaciones
Durante el franquismo colaboró en la colección “Temas Políticos” del Instituto de Estudios Políticos con artículos de actualidad, tales como La Europa de los Diez, Ospolitik: la firma de los Tratados, Relaciones Iglesia-Estado, Los países del Este de Europa y Portugal entre mayo y diciembre de 1975.
En relación con la pedagogía, por la que inicialmente sintió especial interés, se conocen las publicaciones Los intereses glósicos en la primera infancia (Ginebra, 1932) y Orientación y selección profesional (Madrid, 1947).
En prosa publicó África (Madrid, 1966) donde relató sus viajes por este continente. Posteriormente editó El loto de mil pétalos: la India milenaria (Madrid, 1994), una novela que se considera adscrita al realismo mágico. Por otra parte, se tiene noticia de que publicó Boletín del Parnaso, Cartas del tío Prudencio y, un año antes de suicidarse, A través de la fe llegó la vida (Jaén, 1998).
Además, tradujo del serbio, en colaboración con  Alica Knezović, el libro de poemas Espanja, Espanja de Vladimir Čerkez (1923-1990), que salió a la luz en Belgrado en 1988.
Al parecer, en sus últimos días trabajaba en unas memorias que iban de 1936 hasta 1944 y que se proponía editar con el título La gran decisión.

## Reconocimientos
Tras la fama y notoriedad que disfrutó gracias a sus poemas satíricos, llegaron años de postración, olvido y decaimiento, lo que explicaría en parte el silencio que existe sobre su obra literaria. En este sentido, son contados los artículos referidos a su legado y, por supuesto, no existen trabajos en profundidad. A este objeto cabe apuntar que al año siguiente de su muerte la Diputación de Jaén publicó la recopilación Sonetario de desván y otros poemas.
Dámaso Chicharro se lamenta de la escasa repercusión de su obra poética y la explica de esta manera: 

El hecho de no haberse insertado en ninguna de esas escuelas poéticas, manteniendo su independencia costara lo que costara cuando él por edad, por amistades y por vinculación directa se podía incluir claramente entre los líricos de la Generación de 36, ha hecho que no se le cite con la frecuencia deseable entre los poetas selectos, al menos todavía en los manuales no aparece casi nunca, aunque alguno excepcionalmente le dedica cumplida atención.

Sin embargo, en su momento gozó de la crítica y del respaldo favorables de destacados literatos, como fue el caso de José García Nieto, quien en 1988 escribió en el prólogo a Molino de viento (Molino de recuerdos): 

Él es una figura inexcusable en la poesía de nuestro siglo. Con su agudo estilete -ya digo que nunca mojado en sangre- ha estado inmerso en la música total y sucesiva de toda la poesía española, de los romanceros a los cantares de ciego, del incunable al pliego de cordel. Su gracia tiene el don de la improvisación, pero no ha sido jamás espuria.

Por su parte Guillermo Díaz-Plaja declaró:

Entre los poetas de expresión castellana hay que dejar un lugar de honor para este magnífico, maleable, múltiple e ingenioso poeta que es Juan Pérez Creus.

Su amigo y poeta Leopoldo de Luis escribió con motivo de la publicación de Montenegro con amor y otros poemas:

Juan Pérez Creus domina la técnica del verso, desde el barroquismo gongorino hasta la imagen lorquiana. Por otra parte, el estigma de su generación, la que hizo la Guerra Civil, aflora en recuerdos que son, entre ruinas de juventud, sueños de libertad. Doble condicionante para un manojo de poemas que se deslizan por tres motivaciones: el amor, el paisaje y la guerra.

El Instituto de Enseñanza Secundaria de La Carolina lleva el nombre de «Juan Pérez Creus».